# King Peak (Yukon)
Der King Peak ist ein 5173 m hoher Berg in der Eliaskette im kanadischen Yukon-Territorium. Er ist der vierthöchste Berg in Kanada.
Der King Peak befindet sich im Kluane-Nationalpark. Der 4120 m hohe und 3 km östlich gelegene King Col bildet den Übergang zum Massiv des 13,75 km weiter östlich gelegenen Mount Logan (5959 m). 4,7 km nordöstlich erhebt sich der 5380 m hohe Queen Peak, ein westlicher Nebengipfel des Mount Logan, der den Dominanzbezug zum King Peak bildet. Nordflanke und Südwestflanke des King Peak werden über den Quintino-Sella-Gletscher zum Bering-Gletscher entwässert. Dagegen strömt das Eis unterhalb der Südostflanke über den Seward-Gletscher und den Malaspina-Gletscher in Richtung Meer. 

## Besteigungsgeschichte
Der King Peak wurde am 6. Juni 1952 durch Keith Hart und Elton Thayer erstbestiegen. Sie erreichten den Gipfel über den Nordgrat und stiegen über den Westgrat ab. Die zweite und dritte Besteigung des King Peak fand im selben Jahr statt – am 23. Juli durch Pete Schoening und Gibson Reynolds sowie am 24. Juli durch Pete Schoening, Dick McGowan und Bill Niendorff.